# Lange Smeestraat
De Lange Smeestraat is een straat in het centrum van de Nederlandse stad Utrecht.
Ze begint bij de Smeebrug over de Oudegracht en eindigt zo'n 200 meter verder bij de Bartholomeusbrug over de Stadsbuitengracht. Halverwege de straat kruist de Springweg.
Anno 2013 bevinden zich in de Lange Smeestraat 17 monumenten. Opvallende gebouwen zijn onder meer het Bartholomeïgasthuis en het hoekpand Oudegracht 279 dat voorzien is van een pothuis. Niet meer bestaand is de Smeetoren.
De Lange Smeestraat bestond reeds omstreeks 1300. Volgens de 19e-eeuwse historicus Nicolaas van der Monde werd de straat ook wel onder meer Oude Smeesteeg genoemd ter onderscheid van de Korte Smeestraat aan de andere kant van de Smeebrug.